# Filmografia de Exo
Esta é a filmografia de Exo, um grupo sino-coreano formado pela S.M. Entertainment em 2011. Inicialmente separado nos subgrupos Exo-K e Exo-M, respectivamente performando suas músicas em coreano e mandarim, o grupo estreou em 8 de abril de 2012 com o lançamento do single "Mama". Antes de sua estreia oficial, vários integrantes do grupo modelaram em vídeos musicais realizados por artistas seniores da S.M. Entertainment.
Em 28 de novembro de 2013, foi transmitido o primeiro episódio do primeiro reality show estrelado pelos integrantes do grupo, intitulado Exo's Showtime. Lançado como parte das promoções de Miracles in December, extended play de inverno do grupo, o programa mostra os bastidores de suas vidas diárias e como eles agem fora dos palcos. No ano seguinte, foi lançado XOXO Exo, que acompanhou as atividades do grupo após seu retorno ao cenário musical com o EP Overdose. Eles também estrelaram no programa Exo 90:2014 junto de alguns integrantes do SM Rookies, onde refilmaram vídeos musicais das canções de K-pop mais populares nos anos 90.
No início de 2015, Xiumin, Chanyeol, Tao, Kai e Sehun estrelaram no SurpLines EXO, um programa lançado em colaboração com a Line TV. Em abril, os membros estrelaram em seu próprio webdrama, intitulado Exo Next Door. O mesmo foi muito bem-sucedido, e tornou-se o segundo webdrama com o maior número de visualizações do ano, ficando atrás apenas de Falling for Challenge, estrelado pelo integrante Xiumin. O sucesso levou a CJ E&M re-editá-lo em uma versão de filme, que foi vendida no 68º Mercado de Cinema de Cannes. Em agosto, em preparação para sua estreia japonesa, foi lançado o EXO Channel, um filme-documentário dividido em 21 episódios com entrevistas dos membros e vídeos de suas apresentações.

## Reality shows
| Ano  | Título         | Emissora    | Notas                              |
| ---- | -------------- | ----------- | ---------------------------------- |
| 2013 | Exo's Showtime | MBC Every 1 |                                    |
| 2014 | XOXO Exo       | Mnet        |                                    |
| 2014 | Exo 90:2014    | Mnet        | Exo-K                              |
| 2015 | SurpLines Exo  | Line TV     | Xiumin, Chanyeol, Tao, Kai e Sehun |
| 2015 | Exo Channel    | TV Tokyo    | Estreia japonesa                   |

## Dramas
| Ano  | Título               | Membro(s) | Papel                         | Emissora      | Notas                  |
| ---- | -------------------- | --------- | ----------------------------- | ------------- | ---------------------- |
| 2012 | To the Beautiful You | Exo-K     | Versão ficcional de si mesmos | SBS           | Cameo                  |
| 2015 | Exo Next Door        | Exo       | Versão ficcional de si mesmos | Naver TV Cast | Personagens principais |

## Programas de televisão

### 2012
| Título                      | Emissora           | Membros |
| --------------------------- | ------------------ | ------- |
| Youku Celebrity Interview   | Youku              | Exo-M   |
| Tudou Interview             | Tudou              | Exo-M   |
| Yin Yue Tai Interview       | YinYueTai          | Exo-M   |
| Top Chinese Music Interview | BTV                | Exo-M   |
| Star Arrives Interview      | CNTV               | Exo-M   |
| Happy Camp                  | HBS                | Exo-M   |
| Ifeng Interview             | Phoenix Television | Exo-M   |
| Music High Live             |                    | Exo-M   |
| Extraordinary Class         |                    | Exo-M   |
| Going All Out               | HBS                | Exo-M   |
| Music High Interview        |                    | Exo-M   |
| Extraordinary Class         |                    | Exo-M   |
| EXO Mini Live In Thailand   | TrueLife TV        |         |
| Happy Camp                  | HBS                |         |
| EXO China Love Big Concert  |                    | Exo-M   |
| EXO Fantastic Thursday      | Channel 9 MCOT HD  |         |
| EXO China Love Big Concert  |                    | Exo-M   |
| Asian Hero                  | Channel V          | Exo-K   |
| Sunshine Day                | Channel 3          | Exo-M   |
| Asian Lover Special         | True Music         | Exo-K   |
| Just Love JK                | Fox Channel        | Exo-M   |
| 100% Entertainment          | GTV                | Exo-M   |
| Sina Live Chat              | Sina               | Exo-K   |
| NetEase Interview           | NetEase            | Exo-K   |
| MTV JKpop Music Craze       | MTV                | Exo-M   |
| Top Chinese Music Interview | BTV                | Exo-K   |
| Tooniverse                  | Tooniverse         | Exo-K   |
| Yahoo Interview             | Yahoo              | Exo-M   |

### 2013
| Título                                           | Emissora      | Membros                                             | Notas                                         |
| ------------------------------------------------ | ------------- | --------------------------------------------------- | --------------------------------------------- |
| Idol Star Athletics Championships                | MBC           | Luhan, Suho, Baekhyun, Chanyeol, Tao, Sehun         | Time A                                        |
| After School Club                                | Arirang       | Todos                                               | Episódio 9                                    |
| Beatles Code 2                                   | Mnet          | Luhan, Suho, Chen, Chanyeol, Kai                    |                                               |
| Happy Camp                                       | HBS           | Todos                                               |                                               |
| Star King                                        | SBS           | Xiumin, Luhan, Suho, Baekhyun, Kai, Sehun           | Episódio 323                                  |
| Challenge 1000 Songs                             | SBS           | Chen, Chanyeol, D.O.                                |                                               |
| Hello Counselor                                  | KBS2          | Kris, Suho, Chanyeol                                |                                               |
| Weekly Idol                                      | MBC Every 1   | Todos                                               | Episódio 103                                  |
| Star King                                        | SBS           | Xiumin, Luhan, Suho, Baekhyun, Kai, Sehun           | Episódio 324                                  |
| I Live Alone                                     | MBC           | Todos                                               | com Kangta                                    |
| Star King                                        | SBS           | Xiumin, Luhan, Suho, Baekhyun, Kai, Sehun           | Episódio 326                                  |
| Weekly Idol                                      | MBC Every 1   | Todos                                               | Episódio 108                                  |
| Immortal Songs 2                                 | KBS2          | Luhan, Suho, Baekhyun, Chen, Chanyeol               | Episódio 114                                  |
| EXO China Love Big Concert                       |               | Todos                                               |                                               |
| Naver Starcast: EXO ‘A Midsummer Night’s Growl!’ | Naver TV Cast | Todos                                               |                                               |
| A Song For You                                   | KBS2          | Todos                                               | Episódio 1                                    |
| EXO China Love Big Concert                       |               | Todos                                               |                                               |
| Beatles Code 2                                   | Mnet          | Xiumin, Suho, Lay, Baekhyun, D.O., Sehun            |                                               |
| A Song For You                                   | KBS2          | Todos                                               | Episódio 2                                    |
| Infinite Challenge                               | MBC           | Todos                                               | Episódio 345                                  |
| Immortal Songs 2                                 | KBS2          | Xiumin, Lay, Baekhyun, Chen, D.O, Kai, Sehun        | Episódio 116                                  |
| Mamma Mia                                        | KBS2          | Chanyeol                                            | Episódio 21                                   |
| Idol Star Olympics Championships                 | MBC           | Luhan, Suho, Baekhyun, Kai                          | Time B                                        |
| Immortal Songs 2                                 | KBS2          | Xiumin, Luhan, Lay, Baekhyun, Chen, D.O, Kai, Sehun | Episódio 118                                  |
| Star Face-off                                    | SBS           | Lay, Chen, Chanyeol, D.O.                           |                                               |
| Immortal Songs 2                                 | KBS2          | Xiumin, Luhan, Lay, Baekhyun, Chen, D.O, Kai, Sehun | Episódio 119                                  |
| Quiz To Change The World                         | MBC           | Suho, Baekhyun                                      |                                               |
| China Love Big Concert                           |               | EXO-M                                               |                                               |
| Dancing 9                                        | Mnet          | Lay, Kai                                            | com Hyoyeon                                   |
| Hello Counselor                                  | KBS2          | Lay, Kai                                            |                                               |
| Quiz To Change The World                         | MBC           | Luhan, Baekhyun                                     |                                               |
| Running Man                                      | SBS           | sem Chanyeol                                        | Episódios 171-172                             |
| We Got Married                                   | MBC           | Suho, Kai                                           | Episódio 32; visitando o casal Taemin e Naeun |
| Super Hit                                        | Mnet          | Luhan, Lay, Baekhyun, Chen, D.O.                    |                                               |
| Our Home's Maknae                                | MBC           | Kris, Lay                                           |                                               |

### 2014
| Título                            | Emissora                  | Membros            | Notas                            |
| --------------------------------- | ------------------------- | ------------------ | -------------------------------- |
| Infinite Challenge                | MBC                       | Todos              | Episódio 366 – Aparição especial |
| Idol Star Athletics Championships | MBC                       | Xiumin, Luhan, Tao |                                  |
| Roommate                          | SBS                       | EXO-K              | Episódio 7                       |
| Happy Camp                        | HBS                       | Todos              |                                  |
| Roommate                          | SBS                       | Baekhyun           | Episódio 13                      |
| Running Man                       | SBS                       | Kai, Sehun         | Episódio 209                     |
| The Generation Show               | SZMG: Shenzhen Television | Xiumin, Lay        |                                  |

### 2015
| Título                               | Emissora       | Member(s)                | Notas                                   |
| ------------------------------------ | -------------- | ------------------------ | --------------------------------------- |
| Star Golden Bell                     | KBS2           | Chanyeol                 |                                         |
| Entertainment Weekly                 | KBS            | Todos                    | Guerilla Date e entrevista              |
| Ding Ge Long Dong Qiang              | CCTV3          | Chen, Tao                |                                         |
| Naver Starcast: EXO Comeback Special | Naver TV Cast  | Todos                    |                                         |
| KBS MV Bank Stardust                 | KBS2           | Todos                    |                                         |
| Hello Counselor                      | KBS2           | Baekhyun, Chen, Chanyeol | Episódio 220                            |
| Dating Alone                         | jTBC           | Chanyeol                 | Episódio 11-12                          |
| Infinite Challenge                   | MBC            | Todos                    | Episódio 424; aparição curta            |
| 4 Things Show                        | Mnet           | Baekhyun                 | Episódio 15 da 2ª temporada             |
| Crime Scene 2                        | jTBC           | Xiumin                   | Episódio 5-7                            |
| Problematic Men                      | tvN            | Suho                     | Episódio 10-11                          |
| The Return of Superman               | KBS2           | Baekhyun, Chanyeol       | Episódio 79                             |
| Same Bed, Different Dreams           | SBS            | Chanyeol                 | Episódio 6                              |
| You Hee-yeol's Sketchbook            | KBS2           | Todos                    | Episódio 277                            |
| After School Club                    | Arirang        | Baekhyun, Kai            | Episódio 165                            |
| Sohu Interview                       | Sohu           | Todos (sem Lay)          |                                         |
| King of Mask Singer                  | MBC            | Suho                     | Painel de celebridades convidadas       |
| The Mickey Mouse Club                | Disney Channel | Xiumin                   | Episódio 5-6                            |
| King of Mask Singer                  | MBC            | Chen                     | Episódio 21-22 como Legendary Guitarman |
| Idol Star Athletics Championships    | MBC            | Suho, Baekhyun           |                                         |
| Star King                            | SBS            | Suho                     |                                         |
| The Capable Ones                     | MBC            | Baekhyun                 | Episódio 1                              |
| Oh! My Baby                          | SBS            | Kai                      | Episódio 85-86                          |
| Cool Kiz on The Block                | KBS2           | Baekhyun                 | Episódio 128                            |
| Unpretty Rapstar 2                   | Mnet           | Chanyeol                 | Episódio 9; colaboração com Heize       |
| What's the Deal, Mom?                | MBC            | Suho                     | Episódio 2                              |
| Grade One Freshman                   | HBS            | Chanyeol                 | Episódio 9                              |

### 2016
| Título                            | Emissora    | Member(s)                                    | Notas                                                             |
| --------------------------------- | ----------- | -------------------------------------------- | ----------------------------------------------------------------- |
| Yummy! Yummy!                     | Letv        | Kai, Sehun                                   | Episódio 3-4                                                      |
| Idol Star Athletics Championships | MBC         | Xiumin                                       |                                                                   |
| Radio Star                        | MBC         | Chen                                         | Episódio 467                                                      |
| Fantastic Duo                     | SBS         | Xiumin, Suho, Baekhyun, Chen, Chanyeol, D.O. | Episódio 3-4                                                      |
| Travel without Manager            | Cookat TV   | Xiumin, Chen                                 | Elenco principal; episódio 1-8                                    |
| Duet Song Festival                | MBC         | Suho                                         | Episódio 10                                                       |
| KBS MV Bank Stardust              | KBS2        | Todos                                        | Episódio 49                                                       |
| The Visible SM                    | V App       | Chen, Chanyeol, Sehun                        | Episódio 1-4                                                      |
| Two Yoo Project Sugar Man         | jTBC        | Chen, Chanyeol                               | Episódio 32                                                       |
| Sohu Interview                    | Sohu        | Todos                                        |                                                                   |
| Entertainment Weekly              | KBS2        | Todos                                        |                                                                   |
| Happy Together 3                  | KBS2        | Suho, Chen, Chanyeol                         | Episódio 456                                                      |
| Cool Kiz On The Block 阳光艺体能  | Hubei TV    | Xiumin, Suho, Baekhyun, Chen, Chanyeol, D.O. |                                                                   |
| Idol Chef King                    | MBC         | Suho, Baekhyun                               | Episódio 1-2                                                      |
| Infinite Challenge                | MBC         | Todos                                        | Episódio 498; colaboração de Yoo Jae-suk com o EXO (Dancing King) |
| The Return of Superman            | KBS2        | Xiumin, Suho, Chen                           | Episódio 148                                                      |
| Star Show 360                     | MBC Every 1 | Todos                                        | Episódio 1-2                                                      |
| Running Man                       | SBS         | D.O.                                         | Episódio 327 with Jo Jung-suk                                     |
| AbemaTV Interview                 | AbemaTV     | Todos                                        | First Japanese Interview                                          |

### 2017
| Título                            | Emissora           | Membros                | Notas |
| --------------------------------- | ------------------ | ---------------------- | ----- |
| Ifeng Interview                   | Phoenix Television | sem o Lay              |       |
| Sohu Interview                    | Sohu               | sem o Lay              |       |
| Idol Star Athletics Championships | MBC                | Suho, Chanyeol e Sehun |       |
| Knowing Brothers                  | JTBC               | sem o Lay              |       |

## Programas de rádio
| Ano  | Título                             | Estação         | Notas   |
| ---- | ---------------------------------- | --------------- | ------- |
| 2012 | Hong Jin-kyung's 2PM               | KBS Cool FM     | Exo-K   |
| 2012 | Sukira Kiss the Radio              | KBS Cool FM     | Exo-K   |
| 2012 | Younha's Starry Night              | MBC Standard FM | Exo-K   |
| 2012 | Choi Hwa-jung's Power Time         | SBS Power FM    | Exo-K   |
| 2012 | Spicy Microphone                   | RBC             | Exo-M   |
| 2012 | Shim Shim Tapa                     | MBC Standard FM | Exo-K   |
| 2012 | Entertainment E Generation Radio   | BBC             | Exo-M   |
| 2013 | Shim Shim Tapa                     | MBC Standard FM | Exo-K   |
| 2013 | Sukira Kiss the Radio              | KBS Cool FM     |         |
| 2013 | Shim Shim Tapa                     | MBC Standard FM |         |
| 2013 | Hong Jin-kyung's 2PM               | KBS Cool FM     |         |
| 2013 | Choi Hwa-jung's Power Time         | SBS Power FM    |         |
| 2013 | Sukira Kiss the Radio              | KBS Cool FM     |         |
| 2013 | Yoo In-na's Volume Up              | KBS Cool FM     |         |
| 2013 | KBS World Radio Arabic Interview   | KBS Cool FM     |         |
| 2013 | Shim Shim Tapa                     | MBC Standard FM |         |
| 2013 | Kim Shin Young's Noon Song of Hope | MBC Standard FM |         |
| 2013 | Oven Radio                         | 1theK           |         |
| 2015 | Sukira Kiss the Radio              | KBS Cool FM     | sem Lay |
| 2015 | Sunny's FM Date                    | MBC Standard FM | sem Lay |